# Katarina af Braganza
Katarina af Braganza (engelsk: Catherine of Braganza; portugisisk: Catarina de Bragança; 25. november 1638 – 31. december 1705) var en portugisisk prinsesse, der blev dronning af England, Skotland og Irland.

## Forældre
Katarina var datter af kong Johan 4. af Portugal og dronning Luisa de Guzmán. 

## Gift med Karl 2.
Katarina blev gift med kong Karl 2. af England. Dette skete ved en ceremonier (katolske (hemmelige) og anglikanske (offentlige)) i Portsmouth den 22. maj 1662.
Som medgift fik England de portugisiske besiddelser: Mumbai (Bombay) i Indien og Tanger i det nordlige Marokko.
Katarina og Karl fik aldrig børn sammen, men Karl havde en del børn, der var fødte udenfor ægteskab.

## Ikke kronet
Katarina blev dronning af England, Skotland og Irland. Karl 2. var blevet kronet den 23. april 1661, dvs. mere end et år før brylluppet.
Katarina blev ikke kronet, fordi hun var katolik. Karl 2. konverterede til katolicismen på sit dødsleje.

## Eftermæle
Katarina var en stor grund til, at te blev populær i Britannien. Hun er også anerkendt som den, der introducerede gafler til hoffet i London.